# Aníbal Matellán
Aníbal Samuel Matellán (* 8. Mai 1977 in General Villegas, Argentinien) ist ein argentinischer Fußballspieler. Er steht derzeit beim argentinischen Erstligisten Arsenal de Sarandí in der Primera División unter Vertrag. In der Saison 2006/07 stand Matelláns Verein Gimnàstic schon vorzeitig als Absteiger in die Zweitklassigkeit fest. Matellán, der ein gläubiger Christ ist, lebt mit seiner Ehefrau Julietta zusammen.

## Sportlicher Werdegang
Der 1,82 Meter große und 82 Kilogramm schwere Abwehrspieler spielte in der Jugend bei Eclipse General Villegas. Von 1996 bis 2001 spielte Matellán für die Boca Juniors, bevor der Linksfuß von FC Schalke 04 für eine Ablösesumme in Höhe von vier Millionen Dollar verpflichtet wurde. Dort spielte er drei Jahre und fiel unter anderem wegen einer Achillessehnenverletzung monatelang aus. Als Schalke in der Folgezeit zwei neue Innenverteidiger verpflichtete, bat der Argentinier um Vertragsauflösung. Dieser Bitte kam der Verein Anfang Juli 2004 nach. Sodann wechselte er wieder in seine Heimat Argentinien zu den Boca Juniors. Nach nur einem Jahr holte der spanische Fußballclub FC Getafe unter Trainer Bernd Schuster den Argentinier nach Spanien. Bei Getafe hatte Matellán einen Einjahresvertrag mit vereinsseitiger Option auf eine Verlängerung des Vertrages.
Allerdings wechselte er 2006 zu dem damaligen Erstliga-Aufsteiger Gimnàstic de Tarragona. Zur Saison 2007/08 wechselte er zu Arsenal de Sarandí. Dort verblieb er bis 2010 und kam in dieser Zeit auf 86 Einsätze, bei denen er vier Tore erzielte. 2010 wechselte er zum mexikanischen Verein Club San Luis. Seit der Apertura 2010 werden hier 30 Spiele bei drei geschossenen Toren für ihn geführt.

## Erfolge
Matellán feierte seine größten Erfolge in Argentinien bei den Boca Juniors und in Deutschland bei Schalke 04. Mit den Boca Juniors wurde er unter anderem argentinischer Meister 2001, Sieger des Copa Libertadores 2000 und 2001, sowie Weltpokalsieger 2000 gegen Real Madrid, wo er gegen Spieler wie Luís Figo spielte.
Mit Schalke 04 kann der Argentinier den Gewinn des DFB-Pokals 2001/02 und das Erreichen des Finales des Ligapokals 2001 und 2002 verzeichnen. Für Schalke 04 spielte Matellán auch in der Champions League und im UEFA-Pokal. In Spanien belegte er mit Getafe in der Saison 2005/06 den neunten Platz.

## Statistiken
Matellán absolvierte in drei Jahren Bundesliga 43 Einsätze und erzielte dabei ein Tor. In zwei Jahren in der spanischen Liga brachte er es auf 48 Spiele und erzielte dabei kein Tor.

### Deutschland
- Saison 2001/02 FC Schalke 04: 13 Spiele, 0 Tore
- Saison 2002/03 FC Schalke 04: 20 Spiele, 0 Tore
- Saison 2003/04 FC Schalke 04: 10 Spiele, 1 Tor

gesamt 1. Bundesliga: 43 Spiele, 1 Tor

### Spanien
- Saison 2005/06 FC Getafe: 22 Spiele, 0 Tore
- Saison 2006/07 Gimnàstic: 26 Spiele, 0 Tore

gesamt Primera Division: 48 Spiele, 0 Tore